# Podlesie (gmina Bogoria)
Podlesie – wieś w Polsce położona w województwie świętokrzyskim, w powiecie staszowskim, w gminie Bogoria.
W latach 1975–1998 miejscowość należała administracyjnie do województwa tarnobrzeskiego.

## Dawne części wsi – obiekty fizjograficzne
W latach 70. XX wieku przyporządkowano i opracowano spis lokalnych części integralnych dla Podlesia zawarty w tabeli 1.

| Nazwa wsi – miasta | Nazwy części wsi – miasta                  | Nazwy obiektów fizjograficznych – charakter obiektu |
| ------------------ | ------------------------------------------ | --- |
| I. Gromada BOGORIA |                                            | |
| 1. Podlesie        | 1. Góry 2. Koło Toru 3. Pod Lasem 4. Smugi | 1. Góry — pole 2. Grocholski Las — las 3. Hajnckówka — pole 4. Piachy — pole, nieużytki 5. Pod Lasem — pole 6. Sajerówka — wąwóz, bagno, łąka, pole 7. Smugi — łąka |

## Historia
W XIX wieku, według „Słownika geograficznego Królestwa Polskiego”, Podlesie było wsią z folwarkiem należącą do ówczesnego powiatu sandomierskiego, gminy Górki i parafii Szczeglice, odległą o 34 wiorsty od Sandomierza. W 1827 roku wieś i folwark liczyły 8 domów i 62 mieszkańców. W 1884 r. folwark obejmował 420 morgi ziemi, z czego 134 morgi gruntów ornych i ogrodniczych, 29 mórg łąk, 46 mórg pastwisk, 207 mórg lasu (nieurządzony) oraz 4 morgi nieużytków. W folwarku znajdowało się 12 budynków drewnianych. W tym czasie wieś liczyła 10 osadników z 42 morgami gruntów.

## Literatura
1. Kaczmarek Leon (red. nauk. zeszytu), Taszycki Witold (red. nauk. wyd.): Urzędowe Nazwy miejscowości i obiektów fizjograficznych. 33. Powiat staszowski województwo kieleckie. Komisja ustalania nazw miejscowości i obiektów fizjograficznych (do użytku służbowego). Z: 33. Warszawa: Urząd Rady Ministrów. Biuro do Spraw Prezydiów Rad Narodowych, 1970. Brak numerów stron w książce